# Georges-Jean Arnaud
Pour les articles homonymes, voir Arnaud.
Ne doit pas être confondu avec Georges Arnaud (1917-1987), auteur, entre autres romans, du Salaire de la peur.
Georges-Camille Arnaud dit Georges-Jean Arnaud, né le 3 juillet 1928 à Saint-Gilles-du-Gard et mort le 26 avril 2020 à La Londe-les-Maures, est un écrivain français.

## Biographie
Auteur prolifique — sa bibliographie recense 416 romans —, Georges-Jean Arnaud est principalement connu pour La Compagnie des glaces, une série de romans de science-fiction.
Il est aussi l'auteur d'une centaine de romans policiers, autant d'espionnage, de quelques romans fantastiques (six seulement) ou régionalistes (Les Moulins à nuages, qui se déroule dans les Corbières), ainsi que d'environ 75 romans érotiques. 
Dans un premier temps pilier des collections d'espionnage de L'Arabesque, Georges-Jean Arnaud y crée, avec l'éditeur Edmond Nouveau, le personnage de Luc Ferrand, dont il écrira quelques-unes des premières aventures sous le pseudonyme de Gil Darcy. À la fin des années 1950, il est recruté au Fleuve Noir par le directeur littéraire François Richard, d'abord pour écrire des romans en grand format (sur le modèle des sagas, à la mode à l'époque), puis des récits d'espionnage (avec le personnage du Commander), enfin des récits de science-fiction. Lancée en 1980, alors que les collections policières et d'espionnage du Fleuve Noir connaissent un important déclin, La Compagnie des glaces lui vaut un succès critique et populaire.
Il a, au cours de sa carrière, signé sous différents noms de plume : Saint-Gilles, Georges Murey, Georges Ramos, Serge Sauvec, David Kyne, Ugo Solenza, Gil Darcy, Serge Sovac, Frédéric Mado, Pierre Rabeau, Laure de Sevetan, Lilas Marny, Osman Walter, Gino Arnoldi, Manuel Mathias, Georges-J. Arnaud et G.-J. Arnaud.
Georges-Jean Arnaud meurt le 26 avril 2020 à La Londe-les-Maures, à l'âge de 91 ans,.

## Œuvres
- La Compagnie des glaces, feuilleton de 62 tomes signés G. J. Arnaud (Fleuve noir, coll. « Anticipation »)
- Chroniques glaciaires, 11 tomes signés G. J. Arnaud (Fleuve noir, coll. « Anticipation »)
- La Compagnie des glaces, nouvelle époque, 24 tomes signés G. J. Arnaud, suite de la Compagnie des glaces, après le réchauffement (Fleuve noir, coll. « Anticipation »)
- Marion, feuilleton de 15 romans historico-érotiques signés Ugo Solenza (Euredif, coll. « Aphrodite »), de 1974 à 1976
- Pascal, série de 18 romans érotiques signés Ugo Solenza (Euredif, coll. « Aphrodite »)
- Luc Ferran, série de romans d'espionnage signés Gil Darcy (L'Arabesque, coll. Espionnage)
- Le Commander, série de romans d'espionnage signés G. J. Arnaud (Fleuve noir, coll. « Espionnage »), 76 romans de 1961 à 1986
- Enfantasme, roman adapté au cinéma par Sergio Gobbi en 1978 sous le titre L'Enfant de nuit, et par Jean-Paul Guyon en 2009 sous le titre Sommeil blanc
- Hyacinthe et Narcisse Roquebère enquêtent, 6 romans signés G. J. Arnaud (L’Homme au fiacre, Le Rat de la Conciergerie, La Congrégation des assassins, Le Prince des Ténèbres, Le Voleur de tête et La Mort en guenilles), L’Atalante, coll. « Insomniaques et ferroviaires » (deux tomes), 2006

À partir de 2016 et jusqu'à sa liquidation judiciaire en 2021, French Pulp éditions a réédité un certain nombre de titres de G.-J. Arnaud, à l'instar de La Compagnie des glaces.

## Récompenses
Georges-Jean Arnaud a reçu de nombreux prix littéraires depuis ses débuts, dont :
- le prix du Quai des Orfèvres 1952 pour Ne tirez pas sur l'inspecteur[4] ;
- la palme d'or du roman d'espionnage 1966 pour Les Égarés ;
- le prix Mystère de la critique 1977 pour Enfantasme[5] ;
- le grand prix de la science fiction française (prix spécial) 1982 pour La Compagnie des glaces[6] ;
- le prix Apollo 1988 pour La Compagnie des glaces[7] ;
- le prix RTL grand public 1988 pour Les Moulins à nuages ;
- le prix des lecteurs de l'Inter CE DACC le 15 octobre 1999 au centre social Jacques-Tati, à Angers.